# Montgomery (stație de metrou din Bruxelles)
Montgomery este o stație de metrou și premetrou situată sub sensul giratoriu din Piața Mareșal Montgomery, în extremitatea de vest a comunei Woluwe-Saint-Pierre din Regiunea Capitalei Bruxelles. Din 30 ianuarie 1975, stația este traversată de linia Centura mare a premetroului din Bruxelles (fosta linie 5), iar din 20 septembrie 1976, de linia 1 a metroului din Bruxelles (fosta linie 1B). Stația poartă numele pieței sub care e construită, iar aceasta este la rândul ei denumită în onoarea Feldmareșalului Bernard Montgomery.

## Istoric
Montgomery a fost deschisă pe 30 ianuarie 1975, odată cu prelungirea tunelului Centurii mari între Diamant și Boileau și punerea în funcțiune a trei noi stații subterane.  Pe 20 septembrie 1976 a fost pusă în funcțiune și linia de metrou 1B, ulterior linia 1, care trece prin stație la un nivel diferit față de cel destinat tramvaielor.
Din 16 aprilie 2007, la Montgomery opresc tramvaiele liniilor 7 și 25, dar stația este și punctul terminus al liniilor expres 39 și 44. Acestea intră în tunel prin rampa situată pe strada Rue du Duc / Hertogstraat (în timpul zilei) și ies prin rampa din Avenue de Tervueren / Tervurenlaan. Seara, tramvaiele intră și ies prin aceeași rampă din Avenue de Tervueren / Tervurenlaan. 

## Caracteristici
Stația de metrou urmează stilul obișnuit al metroului din Bruxelles, cu liniile în centru și peroanele dispuse de o parte și de alta a lor. Stația de premetrou este prevăzută cu o buclă terminală de întoarcere pentru tramvaiele liniilor expres 39 și 44.
Pereții stației sunt ilustrați cu o largă frescă din 1975 a artistului Jean-Michel Folon, intitulată „Magic City”, precum și cu lucrările „Rythme bruxellois” a lui Jo Delahaut, din 1975, respectiv „Thema's” a lui Pol Mara, din 1976.
Deasupra stației se află și punctul terminus al liniei de tramvai de suprafață 81, precum și o oprire pentru liniile de autobuz 22, 27, 61 și 80.

## Legături

### Linii de tramvai ale STIB în premetrou
- 7 Heysel / Heizel - Vanderkindere
- 25 Rogier - Boondael Gare / Station Boondaal

### Linii de tramvai expres ale STIB
- 39 Montgomery - Ban Eik
- 44 Montgomery - Tervuren

### Linii de tramvai supraterane ale STIB
- 81 Marius Renard - Montgomery

### Linii de autobuz ale STIB
- 22 Montgomery - Trône / Troon
- 27 Gare du Midi / Zuidstation - Andromède / Andromeda
- 61 Gare du Nord / Noordstation - Montgomery
- 80 Porte de Namur / Naamsepoort - Maes

### Linii de autobuz aleDe Lijn
- 178 Brussel VUB - Montgomery - Leuven - Houthalen - Maaseik (doar în zilele de vineri din timpul programului școlar)

### Linii de autobuz STIBNoctis
- N06 Gara Centrală - Musée du Tram / Trammuseum

## Galerie de imagini

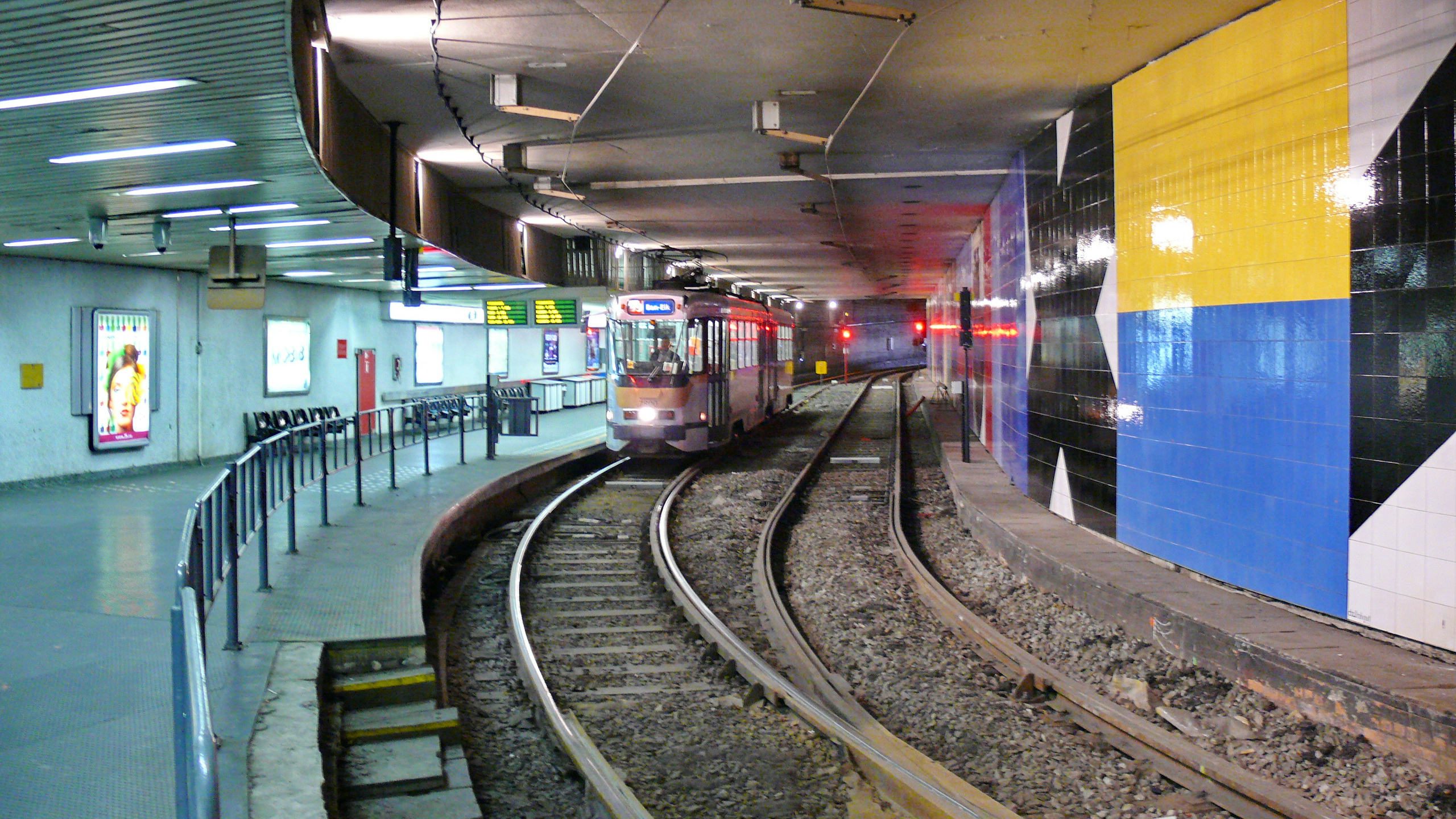
Bucla terminală subterană a liniilor 39 și 44 oferă un acces facil la peroanele premetroului.